# Vini australis
Vini australis е вид птица от семейство Папагалови (Psittaculidae).

## Разпространение
Видът е разпространен в Американска Самоа, Ниуе, Самоа, Тонга, Уолис и Футуна и Фиджи.